# ماساتو هاشیموتو
ماساتو هاشیموتو (انگلیسی: Masato Hashimoto؛ زادهٔ ۱۲ اکتبر ۱۹۸۹) بازیکن فوتبال اهل ژاپن است.